# Jeff Ward
Jeffrey Ward (Glasgow, 22 giugno 1961) è un pilota motociclistico britannico ritiratosi dall'attività agonistica, plurititolato crossista e superider nel Campionato AMA.

## Carriera

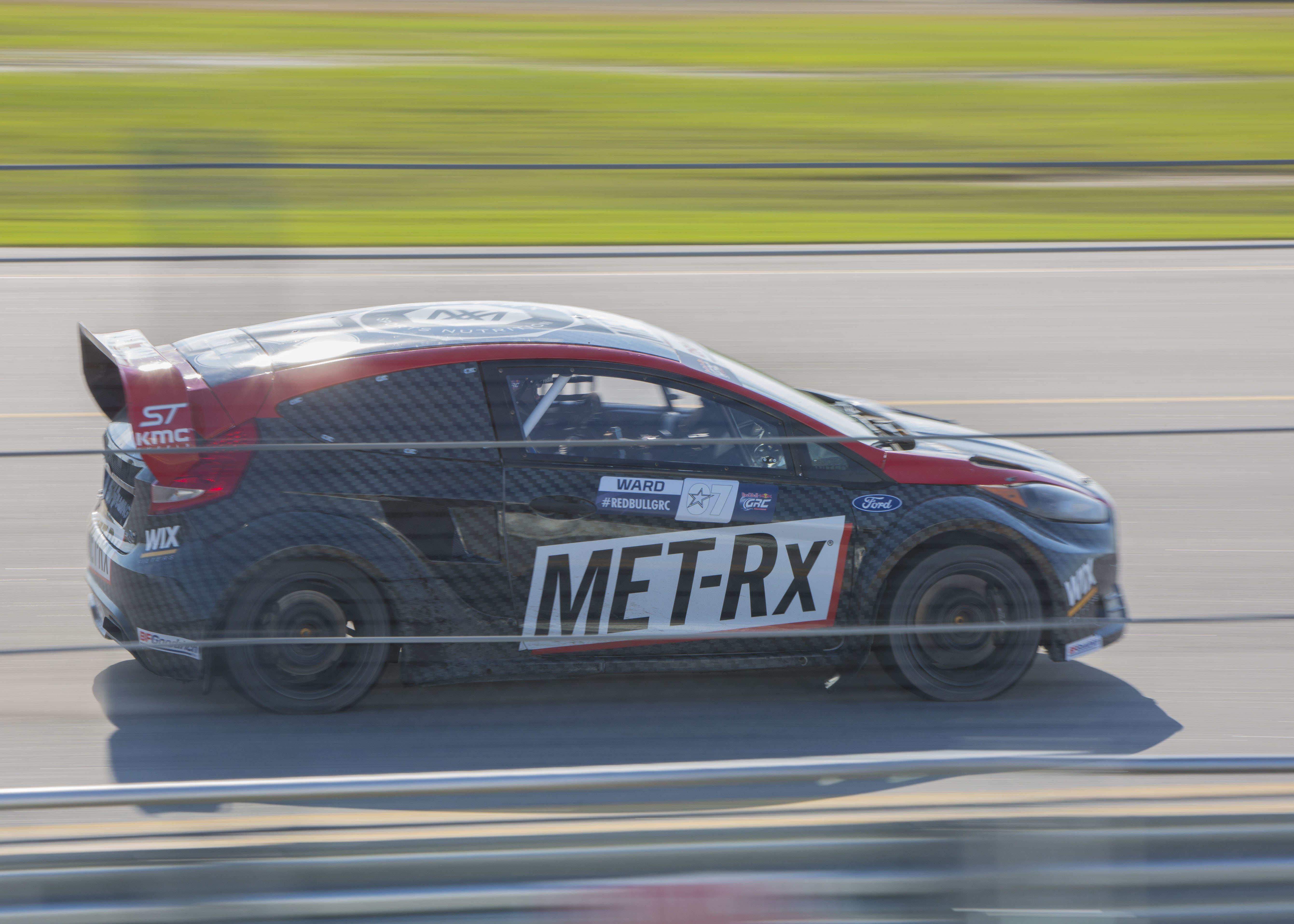
Ward, alla guida di una Ford Fiesta ai Red Bull Rallycross del 2016.

Dopo aver corso nel campionato AMA motocross (5 titoli vinti e record per essere stato il primo a vincere tutte le categorie AMA Motocross), è passato alle gare di automobilismo nella Formula Indy, ottenendo ottimi risultati, per ritornare nuovamente in seguito alle gare di motociclismo.
Nel 1999 è stato inserito nella Motorcycle Hall of Fame.
Dal 2004 al 2007 ha corso nel Campionato AMA Supermoto vincendo due titoli.
Nel 2008 è stato costretto al ritiro da un cancro alla pelle.
Dal 2009 segue i piloti del Team Honda Troy Lee Designs nel campionato AMA Supercross Lites e, nonostante la malattia alla pelle, rientra in pista per disputare il Campionato AMA Supermoto per il 6º anno.

## Palmarès

### Motocross / Supermoto
- 1984: Campione AMA Motocross classe 125 (su Kawasaki)
- 1985: Campione AMA Motocross classe 250 (su Kawasaki)
- 1985: Campione AMA Supercross (su Kawasaki)
- 1987: Campione AMA Supercross (su Kawasaki)
- 1988: Campione AMA Motocross classe 250 (su Kawasaki)
- 1989: Campione AMA Motocross classe 500 (su Kawasaki)
- 1990: Campione AMA Motocross classe 500 (su Kawasaki)
- 7 Volte Campione del mondo Motocross delle Nazioni su altrettante partecipazioni
- 2003: 3º posto Campionato AMA Supermoto (su Honda)
- 2004: 10º posto X-Games Supermoto di Los Angeles (su Honda)
- 2004: Campione AMA Supermoto (su Honda)
- 2005: 17º posto X-Games di Los Angeles (su Honda)
- 2005: 11º posto Guidon D'or di Parigi (su Honda)
- 2005: 2º posto Campionato AMA Supermoto (su Honda)
- 2006: Medaglia d'oro X-Games Supermoto di Los Angeles (su Honda)
- 2006: Campione AMA Supermoto (su Honda)
- 2007: Medaglia d'argento X-Games Supermoto di Los Angeles (su Honda)
- 2007: 2º posto Campionato AMA Supermoto (su Honda)
- 2008: Medaglia d'oro X-Games Supermoto di Los Angeles (su Honda)
- 2008: Medaglia di bronzo Navy Moto-X World Championship (su Honda)
- 2008: 13º posto Starbikers di Mettet (su Honda)
- 2008: 39º posto Superbikers di Mettet (su Honda)
- 2009: 4º posto Campionato AMA Supermoto (su Honda)
- 2009: 7º posto X-Games Supermoto di Los Angeles (su Honda)
- 2009: 3º posto Starbikers di Mettet (su Honda)
- 2009: 27º posto Superbikers di Mettet (su Honda)
- 2011: 8º posto Starbikers di Mettet (su KTM)
- 2011: 22º posto Superbikers di Mettet (su KTM)

### Indy Racing League
- 1997: 3º alla 500 Miglia di Indianapolis
- 1997: 30º classificato nell'IRL Championship
- 1998: 6º classificato nell'IRL Championship
- 1999: 2º alla 500 Miglia di Indianapolis
- 1999: 11º classificato nell'IRL Championship
- 2000: 4º alla 500 Miglia di Indianapolis
- 2000: 11º classificato nell'IRL Championship
- 2001: 11º classificato nell'IRL Championship
- 2002: Vincitore della 500 di Boomtown al Texas Motor Speedway
- 2002: 9º classificato alla 500 Miglia di Indianapolis
- 2002: 11º classificato nell'IRL Championship
- 2005: 35º classificato nell'IRL Championship (disputa solo la 500 Miglia di Indianapolis)[6]